# Байрамуков Іслам Ільясович
Іслам Ільясович Байрамуков (каз. Ислам Ильясович Байрамуков; нар. 12 червня 1971, село Каменка, район Турара Рискулова, Джамбульська область) — казахський борець вільного стилю, переможець, триразовий срібний та бронзовий призер чемпіонатів Азії, бронзовий призер Азійських ігор, чемпіон та бронзовий призер Східноазійських ігор, чемпіон Центральноазійських ігор, срібний призер Олімпійських ігор. Заслужений майстер спорту Республіки Казахстан з вільної боротьби.

## Біографія
Боротьбою почав займатися з 1983 року. Після восьмого класу переїхав до Алмати, щоб продовжити навчання у спортивному інтернаті. Виступав за ЦСКА, Алмати. Тренувався під керівництвом Заслуженого тренера Республіки Казахстан Олега Ушанова. Перший успіх до Іслама Байрамукова прийшов у 1991 році — він став володарем останнього Кубка СРСР з боротьби.
З 2010 року — радник президента Федерації боротьби Республіки Казахстан з вільної боротьби.
Займається конярством.

## Родина
Молодший брат Расул — теж борець, неодноразовий чемпіон Казахстану.

## Державні нагороди
Нагороджений орденом «Парасат».

## Спортивні результати на міжнародних змаганнях

### Виступи на Олімпіадах
| Змагання                    | Збірна    | Вагова категорія          | Місце  |
| --------------------------- | --------- | ------------------------- | ------ |
| Літні Олімпійські ігри 1996 | Казахстан | вільна боротьба, до 90 кг | 11     |
| Літні Олімпійські ігри 2000 | Казахстан | вільна боротьба, до 97 кг | Срібло |
| Літні Олімпійські ігри 2004 | Казахстан | вільна боротьба, до 96 кг | 10     |

### Виступи на Чемпіонатах світу
| Змагання                        | Збірна    | Вагова категорія           | Місце |
| ------------------------------- | --------- | -------------------------- | ----- |
| Чемпіонат світу з боротьби 1993 | Казахстан | вільна боротьба, до 90 кг  | 5     |
| Чемпіонат світу з боротьби 1994 | Казахстан | вільна боротьба, до 90 кг  | 11    |
| Чемпіонат світу з боротьби 1995 | Казахстан | вільна боротьба, до 100 кг | 13    |
| Чемпіонат світу з боротьби 1997 | Казахстан | вільна боротьба, до 97 кг  | 4     |
| Чемпіонат світу з боротьби 1998 | Казахстан | вільна боротьба, до 97 кг  | 8     |

### Виступи на Чемпіонатах Азії
| Змагання                       | Збірна    | Вагова категорія          | Місце  |
| ------------------------------ | --------- | ------------------------- | ------ |
| Чемпіонат Азії з боротьби 1993 | Казахстан | вільна боротьба, до 90 кг | Срібло |
| Чемпіонат Азії з боротьби 1996 | Казахстан | вільна боротьба, до 90 кг | Срібло |
| Чемпіонат Азії з боротьби 1997 | Казахстан | вільна боротьба, до 97 кг | Бронза |
| Чемпіонат Азії з боротьби 1999 | Казахстан | вільна боротьба, до 97 кг | Срібло |
| Чемпіонат Азії з боротьби 2000 | Казахстан | вільна боротьба, до 97 кг | Золото |

### Виступи на Азійських іграх
| Змагання           | Збірна    | Вагова категорія          | Місце  |
| ------------------ | --------- | ------------------------- | ------ |
| Азійські ігри 1994 | Казахстан | вільна боротьба, до 90 кг | Бронза |
| Азійські ігри 1998 | Казахстан | вільна боротьба, до 97 кг | 4      |
| Азійські ігри 2002 | Казахстан | вільна боротьба, до 96 кг | 6      |

### Виступи на Східноазійських іграх
| Східноазійські ігри 1997 вільна боротьба, до 97 кг | Бронза |
| Східноазійські ігри 2001 вільна боротьба, до 97 кг | Золото |

### Виступи на Центральноазійських іграх
| Змагання                     | Збірна    | Вагова категорія           | Місце  |
| ---------------------------- | --------- | -------------------------- | ------ |
| Центральноазійські ігри 1995 | Казахстан | вільна боротьба, до 100 кг | Золото |

### Виступи на інших змаганнях
| Змагання                                                          | Збірна    | Вагова категорія          | Місце  |
| ----------------------------------------------------------------- | --------- | ------------------------- | ------ |
| Кубок Азії і Океанії з боротьби 1997                              | Казахстан | вільна боротьба, до 97 кг | Золото |
| Олімпійський кваліфікаційний турнір з боротьби 2000 (Мінськ)      | Казахстан | вільна боротьба, до 97 кг | 12     |
| Олімпійський кваліфікаційний турнір з боротьби 2000 (Лейпциг)     | Казахстан | вільна боротьба, до 97 кг | 4      |
| Олімпійський кваліфікаційний турнір з боротьби 2000 (Токіо)       | Казахстан | вільна боротьба, до 97 кг | 9      |
| Олімпійський кваліфікаційний турнір з боротьби 2000 (Мехіко)      | Казахстан | вільна боротьба, до 97 кг | Бронза |
| Олімпійський кваліфікаційний турнір з боротьби 2000 (Александрія) | Казахстан | вільна боротьба, до 97 кг | 8      |
| Олімпійський кваліфікаційний турнір з боротьби 2004 (Софія)       | Казахстан | вільна боротьба, до 96 кг | Бронза |